# Papa sans le savoir
Pour plus de détails, voir Fiche technique et Distribution.
Papa sans le savoir est un film français réalisé par Robert Wyler, sorti en 1932.

## Fiche technique
- Titre : Papa sans le asvoir
- Autre titre : Fils à papa
- Réalisation : Robert Wyler
- Supervision de la réalisation : H.P. Carver
- Scénario : Yves Mirande et Gladys Lehman, d'après la pièce de Floyd Dell et Thomas Mitchell
- Dialogues : Yves Mirande
- Photographie : Jacques Montéran et Émile Pierre
- Musique : Noël-Noël
- Pays d'origine :  France
- Production : Universal Film
- Format : Noir et blanc - Son mono - 1,20:1
- Genre : Comédie
- Durée : 99 minutes
- Date de sortie : France, 10 avril 1932

## Distribution
- Françoise Rosay : Mme Jacquet
- Noël-Noël : Léon Jacquet
- Pierre Brasseur : Jean
- Janine Merrey : Jeannine
- Christiane Delyne : Madge
- Edmond Castel